# Aulacus lovei
Aulacus lovei är en stekelart som först beskrevs av William Harris Ashmead 1901.  Aulacus lovei ingår i släktet Aulacus och familjen vedlarvsteklar. Inga underarter finns listade.